# Идрис ибн Абдуллах
Идрис I ибн Абдуллах (араб. إدريس بن عبدالله‎; 745 — 791) — правнук Хасана ибн Али (и, таким образом, прапраправнук исламского пророка Мухаммеда), который бежал в 784 году с вольноотпущенником Рашидом от преследований Аббасидов на запад Северной Африки, где многие берберские племена, одни добровольно (ауреба), другие под силой оружия, признали его имамом. В 789 году своё подданство признали и правители Танжера и Тлемсена. В это время Идрис основал город Фес.
Порвав отношения с суннитским халифом, Идрис создал на территории современного Марокко могущественное государство Идрисидов, которое просуществовало до конца X века. Свою столицу он построил неподалёку от развалин римского Волюбилиса. Теперь это город Мулай-Идрис, его главная достопримечательность — гробница Идриса.
Идрис умер в 791 году, как считается, от яда. Инициатором отравления называли багдадского халифа Харуна ар-Рашида. У Идриса на момент гибели не было сыновей. Лишь через два месяца после его смерти одна из наложниц Кенза родила наследника. Идрис II воспитывавшийся Рашидом и племенем ауреба, перенёс столицу государства в Фес, основанный ещё при жизни отца. В современном Марокко Идрис I почитается как основоположник национальной государственности.